# Manuel Muñoz Navas
Manuel Muñoz Navas, conegut com a Manolo, (Barcelona, 5 de setembre de 1962) és un exfutbolista català de la dècada de 1980.

## Trajectòria
Es formà al futbol base del FC Barcelona, arribant a jugar al Barcelona Atlètic. Durant aquests anys al filial blaugrana, arribà a disputar diversos partits oficials amb el primer equip. Jugà un partit de Copa de la UEFA la temporada 1980-81 i diversos de Copa de la Lliga els anys 1984 i 1986. Posteriorment jugà dues temporades al Granada CF, una al RCD Mallorca i dues més a la UE Figueres, totes elles a Segona Divisió. Acabà la seva carrera al FC Santboià. Fou internacional amb Espanya en categories inferiors, essent campió d'Europa sots 18 l'any 1981.